# Bric-à-brac et compagnie
Bric-à-brac et compagnie ė un film del 1931 diretto da André Chotin.

## Trama
Un ricco antiquario trova lavoro a suo figlio, un festaiolo viziato, in un mercato delle pulci, dove anche lui aveva iniziato a lavorare. Lì incontra la sua futura moglie.

## Distribuzione

### Date di uscita
Il film è stato distribuito nelle sale cinematografiche francesi nel 1931.

### Edizione catalana
Bric-à-brac et compagnie è stato il primo film doppiato in Spagna. Fu tradotto in catalano nel 1933, con il titolo Draps i ferro vell, sotto la direzione del regista e giornalista Magí Murià i Torner.

### Edizioni home video
Nel 2005 è stata rilasciata la versione in DVD.